# Silsoe
Silsoe è un paese di 1 729 abitanti della contea del Bedfordshire, in Inghilterra.